# Gagrella aura
Gagrella aura is een hooiwagen uit de familie Sclerosomatidae.